# Sint-Pieters-Kapelle (Herne)
Sint-Pieters-Kapelle (fr. Saint-Pierre-Capelle) – dzielnica (deelgemeente) gminy Herne w Belgii, w Regionie Flamandzkim, w prowincji Brabancja Flamandzka, w okręgu Halle-Vilvoorde. 1 stycznia 2020 roku liczyła 1439 mieszkańców. Do 31 grudnia 1976 samodzielna gmina.

## Demografia
Liczba mieszkańców, stan na 1 stycznia:
| Rok                | 1900 | 1930 | 1970 | 2020 |
| ------------------ | ---- | ---- | ---- | ---- |
| Liczba mieszkańców | 1687 | 1443 | 1236 | 1439 |